# Блинн, Шэрон
Шэ́рон Блинн (англ. Sharon Blynn; 1972, Нью-Йорк, Нью-Йорк, США) — американская активистка по борьбе с раком, актриса

 и фотомодель. Она была отмечена за её деятельность для «Bald is Beautiful», в организации, основанной ею для программ по изучению рака яичников.

## Биография

### Ранние годы
Шэрон Блинн родилась в 1972 году в Нью-Йорке (штат Нью-Йорк, США). Она выросла в Майами и окончила Колумбийский университет, получив степень в области музыкальной этнографии. Она работала менеджером по маркетингу Verve Records с 1994 по 2000 год.

### Активизм по борьбе с раком
В 2000 году ей был диагностирован рак яичников. После трёх лет постоянного лечения и борьбы, Шэрон победила рак в 2003 году. Вдохновленная своей жизнью и борьбой, Шэрон основала организацию, названную «Bald is Beautiful», в 2003 году. Главными целями возникновения являются искоренение существующих социальных представлений о красоте и женственности, а также программ профилактики рака яичников. С 2003 года Шэрон остаётся лысой, полагая, что это будет самым эффективным способом распространения девиза её организации.
С тех пор Шэрон неустанно работает как активист по борьбе с раком. В ноябре 2009 года она выступила в программе «Lo Que de Verdad Importa (What Really Matters)», представленной Мадридской организацией Ademas. Она была ведущей и интервьюиром фильма «Шёпот», документального фильма о раке яичников, который транслировался на PBS в сентябре 2010 года.

### Награды и признание
За свою деятельность Шэрон была награждена премией Lilly Tartikoff / EIF Hope на гала-концерте National Coalition for Cancer Survivorship's 2010 Rays of Hope. В 2011 году она также получила награду Courage Award от Braveheart Women's Association. Lifetime почтило Шэрон, выбрав её одной из «замечательных женщин» в серии «Каждая женщина».

### Кино и телевидение
Активизм Шэрон достиг широкого внимания со стороны СМИ. В результате, она была выбрана стать частью многих недель моды, телешоу и фильмов, среди которых:
- 2010 — «Обмани меня» / Lie to Me (специалист МРТ)
- 2011 — «Бесстыжие» / Shameless — лысая женщина
- 2011 — «Следствие по телу» / Body of Proof (Синтия Маркс)